# نهاري

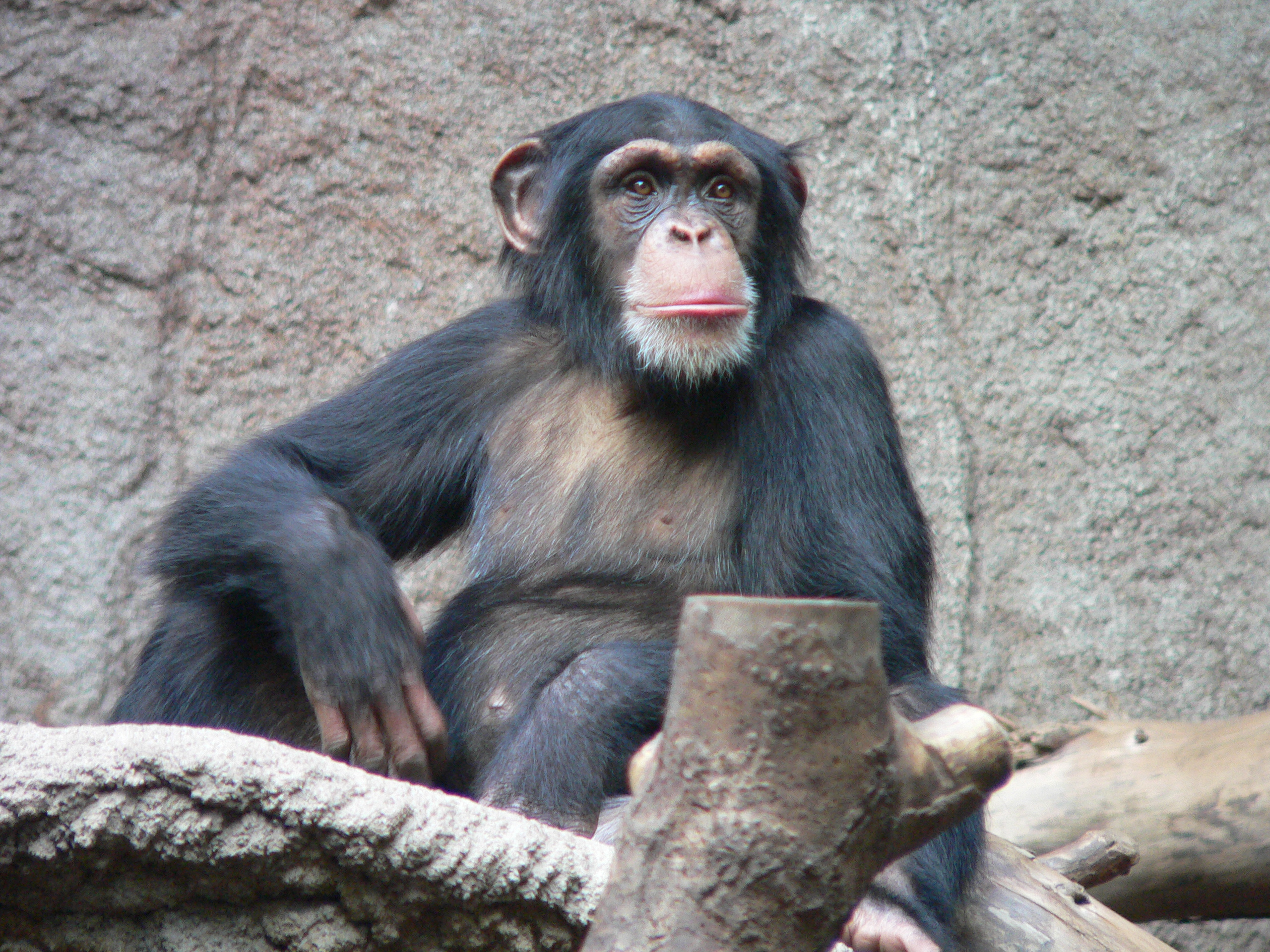
شمبانزي ، قرد نهاري

نهاري (بالإنجليزية: Diurnality)‏ هي نشاط الحيوان المتميز بالنشاط نهاراً والنوم ليلاً وهي عكس الليلي. النهار هو شكل من أشكال السلوك النباتي والحيواني يتميز بالنشاط خلال النهار، مع فترة من النوم أو الخمول في الليل. الصفة الشائعة المُستخدمة في نشاط النهار توصف بـ«النهاري». يعتمد توقيت نشاط الحيوان على مجموعة متنوعة من العوامل البيئية مثل درجة الحرارة والقدرة على جمع الطعام عن طريق البصر وخطر الافتراس والوقت من العام. النهارية هي دورة نشاط خلال فترة 24 ساعة ؛ الأنشطة الدورية التي تُسمى نظم يومي هي دورات داخلية لا تعتمد على مؤشرات خارجية أو عوامل بيئية باستثناء المزامن. الحيوانات النشطة أثناء الغسق الشفقي، وتلك التي تنشط أثناء الليل تكون ليلية، والحيوانات التي تنشط في أوقات متفرقة أثناء الليل والنهار على حد سواء تُسمى نشاط الغير المنتظمة.
توصف النباتات التي تفتح أزهارها أثناء النهار بأنها نهارية، بينما النباتات التي تتفتح أثناء الليل هي نباتات ليلية. غالبًا ما يرتبط توقيت فتح الزهرة بالوقت الذي تبحث فيه الملقحات المفضلة عن الطعام. على سبيل المثال، تفتح أزهار عباد الشمس خلال النهار لجذب النحل، في حين تفتح الأزهار الليلية المتفتحة ليلاً لجذب عث أبو الهول الكبير.

## في الحيوانات

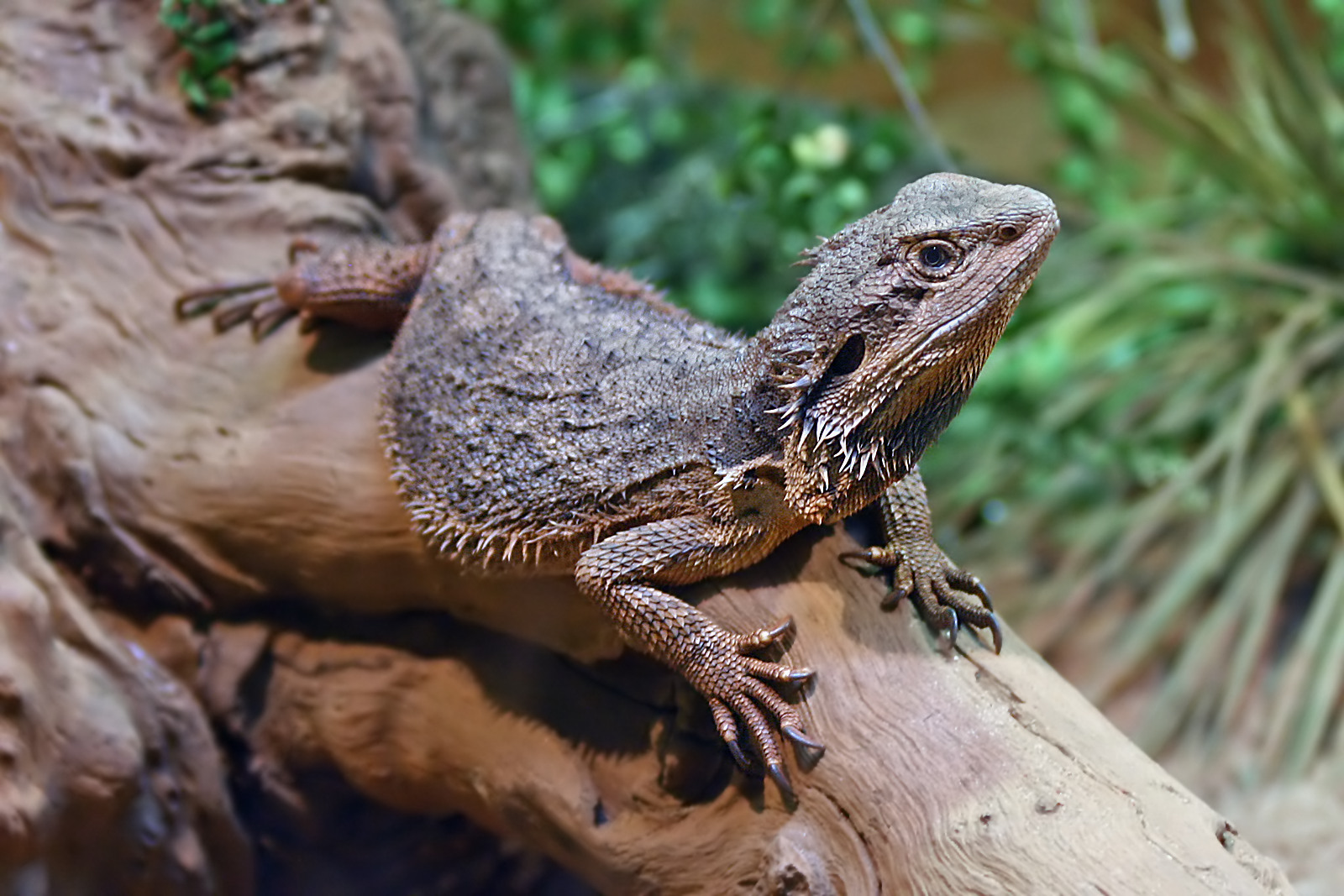
التنين الملتحي ، زاحف نهاري

يتم تصنيف العديد من أنواع الحيوانات على أنها نهارية، مما يعني أنها نشطة أثناء النهار وغير نشطة أو تقضي فترات راحة أثناء الليل. تشمل الحيوانات النهارية المُصنفة بشكل شائع الثدييات والطيور والزواحف. معظم الرئيسيات نهارية، ويمكن أن يمثل تصنيف النشاط النهاري علميًا داخل الحيوانات تحديًا، بصرف النظر عن مستويات النشاط المتزايدة الواضحة خلال ضوء النهار.

## في النباتات
العديد من النباتات نهارية أو ليلية، اعتمادًا على الفترة الزمنية التي تزور فيها الملقحات الأكثر فاعلية، أي الحشرات، النبات. تتم زيارة معظم نباتات كاسيات البذور من قبل حشرات مختلفة، لذلك تكيف الزهرة الفينولوجيا الخاصة بها مع الملقحات الأكثر فاعلية. وبالتالي، فإن فعالية الأنواع النهارية أو الليلية النسبية من الحشرات تؤثر على الطبيعة النهارية أو الليلية للنباتات التي تقوم بتلقيحها، مما يتسبب في بعض الحالات في تعديل دورات فتح وإغلاق النباتات. على سبيل المثال، يتم تلقيح الباوباب بواسطة خفافيش الفاكهة ويبدأ في التفتح في وقت متأخر بعد الظهر والزهور تموت في غضون أربعاً وعشرين ساعة.